# Aufgang. Jahrbuch für Denken – Dichten – Musik
Aufgang ist der Haupttitel des 2004 erstmals von José Sánchez de Murillo und Martin Thurner im Kohlhammer Verlag herausgegebenen Jahrbuchs für Denken, Dichten, Musik. Nach dem Ausscheiden Thurners 2012, der bis dahin auch Schriftleiter des Jahrbuchs war, zeichneten José Sánchez de Murillo, Christoph Rinser und Rüdiger Haas als Herausgeber verantwortlich. Nach Beendigung der Zusammenarbeit durch den Kohlhammer Verlag 2014 erschien 2015 Band 12 erstmals in dem von Christoph Rinser gegründeten Aufgang Verlag in Augsburg unter dem neuen Titel AUFGANG - Jahrbuch für Denken, Dichten, Kunst. José Sánchez de Murillo ist seitdem als alleiniger Herausgeber für die Auswahl der Themen und Autoren verantwortlich.
Die Konzeption beschrieben die Herausgeber 2004 als Ergänzung zur Reihe „Ursprünge des Philosophierens“ im Kohlhammer-Verlag, indem „Aufsätze und kleinere Beiträge zur Erneuerung eines Denkens veröffentlicht“ würden, „welches die anfängliche Zusammengehörigkeit von Erfahrung und Vernunft im Menschen anzielt“. Es würden interdisziplinäre Beiträge aus einem breiten Spektrum veröffentlicht, in denen „insbesondere auch den Selbsterfahrungen des Menschen in Dichten und Musik“ Raum geboten werde. Der Titel der Zeitschrift gehe auf die sinngemäße Übersetzung des griechischen Wortes physis zurück.

## Jahrgänge
- Band 1 Ursprung und Gegenwart. 341 S.  Stuttgart 2004, ISBN 3-17-018289-7
- Band 2 Sehnsucht. 416 S.  Stuttgart 2005, ISBN 3-17-018820-8
- Band 3 Kind und Spiel. 552 S.  Stuttgart 2006, ISBN 978-3-17-019318-5
- Band 4 Eros, Schlaf, Tod. 530 S.  Stuttgart 2007, ISBN 978-3-17-019787-9
- Band 5 Ort und Landschaft. 453 S.  Stuttgart 2008, ISBN 978-3-17-020334-1
- Band 6 Von der Wissenschaft zur Mystik. 391 S.  Stuttgart 2009, ISBN 978-3-17-020814-8
- Band 7 Sein und Lachen. 371 S.  Stuttgart 2010, ISBN 978-3-17-021243-5
- Band 8 Der siebte Schöpfungstag. 374 S.  Stuttgart 2011, ISBN 978-3-17-021829-1
- Band 9 Luise Rinser. 374 S.  Stuttgart 2012, ISBN 978-3-17-022349-3
- Band 10 Bildung - was ist das? 318 S.  Stuttgart 2013, ISBN 978-3-17-022974-7
- Band 11 Alt sein - jung werden. 358 S.  Stuttgart 2014, ISBN 978-3-17-025372-8
- Band 12 Musik und Spiritualität. 228 S.  Augsburg 2015, ISBN 978-3-945732-03-8
- Band 13 Facetten des Wachstums. 240 S.  Augsburg 2016, ISBN 978-3-945732-18-2
- Band 14 Krisenherde, Flucht - Auswüchse des Rassismus. Augsburg 2017, ISBN 978-3-945732-21-2
- Band 15 Die Zukunft der Politik. Augsburg 2018, ISBN 978-3-945732-25-0
- Band 16 Sport - Erfolge und Verfehlungen. Augsburg 2019, ISBN 978-3-945732-28-1

## Autoren (Auswahl)
- Carl Friedrich von Weizsäcker, Gianni Vattimo, Eugen Biser, Rolf Kühn, Luise Rinser, José Saramago, Gisela Dischner, Chris Bezzel, Friederike Mayröcker, Theo Stammen, Francisco Javier Sancho Fermin, Katharina Ceming, Rainer Marten, Karl Albert, José Sánchez de Murillo, Juan Goytisolo, Gert Hofmann, Janosch, Benedikt Maria Trappen, Hans Peter Duerr, Peter Michael Hamel, Jochen Kirchhoff, Heinz Dürr, Hans-Peter Dürr, Karl-Josef Kuschel, Werner Wiater, Otto Speck, Ulrich Ott, Barbara Brüning, Gerhard Knauss, Michaela Kopp-Marx, Kiu Eckstein, Michael Vetter, Rüdiger Sünner, Martin Spura,  Franz Alt, Heinrich Hannover, Henning Scherf, Ludger Lütkehaus, Reinhold Messner, Heinz Stein, Heinrich Poos,  Wolfgang-Andreas Schultz, Martin Thurner, Natascha Nikeprelevic, Rüdiger Haas, Renate M. Romor, Christoph Rinser, Wilfried Huchzermeyer, Sukadev Volker Bretz, Ulrich Warnke, Bogdan Snela.